# Kalypso (hudební styl)
Kalypso je hudební styl pocházející z ostrova Trinidad. Vyznačuje se výrazným rytmem (obvyklá bývá polymetrie) s četnými synkopami, melodickou linku drží dominující zpěv s jednoduchým doprovodem (obvykle kytara a trubka). Texty bývají často improvizované a reagují na aktuální události.
Název pochází z afrického jazyka efik, kde „ka isu“ („hraj dál“) je pokřik, jímž vyžadují posluchači přídavek. Hudbu kalypso provozovali od 17. století otroci afrického původu na trinidadských plantážích, písně měly často satirický obsah. V roce 1881 bylo v důsledku násilností známých jako Canboulay Riots zakázáno používání bubnů, proto je nahradily jako rytmický nástroj železné pánve (steel pan) a bambusové hole, což způsobilo charakteristický zvuk kalypsa. Významnými představiteli trinidadského kalypsa (calypsonians) byli Lionel Belasco, Roaring Lion, Calypso Rose a Attila the Hun. V padesátých a šedesátých letech bylo kalypso součástí mainstreamové populární hudby, o což se zasloužili hlavně Harry Belafonte hitem Banana Boat Song a Mighty Sparrow písní Jean and Dinah, které byly ovšem už přizpůsobeny vkusu většinového publika.